# Andrex

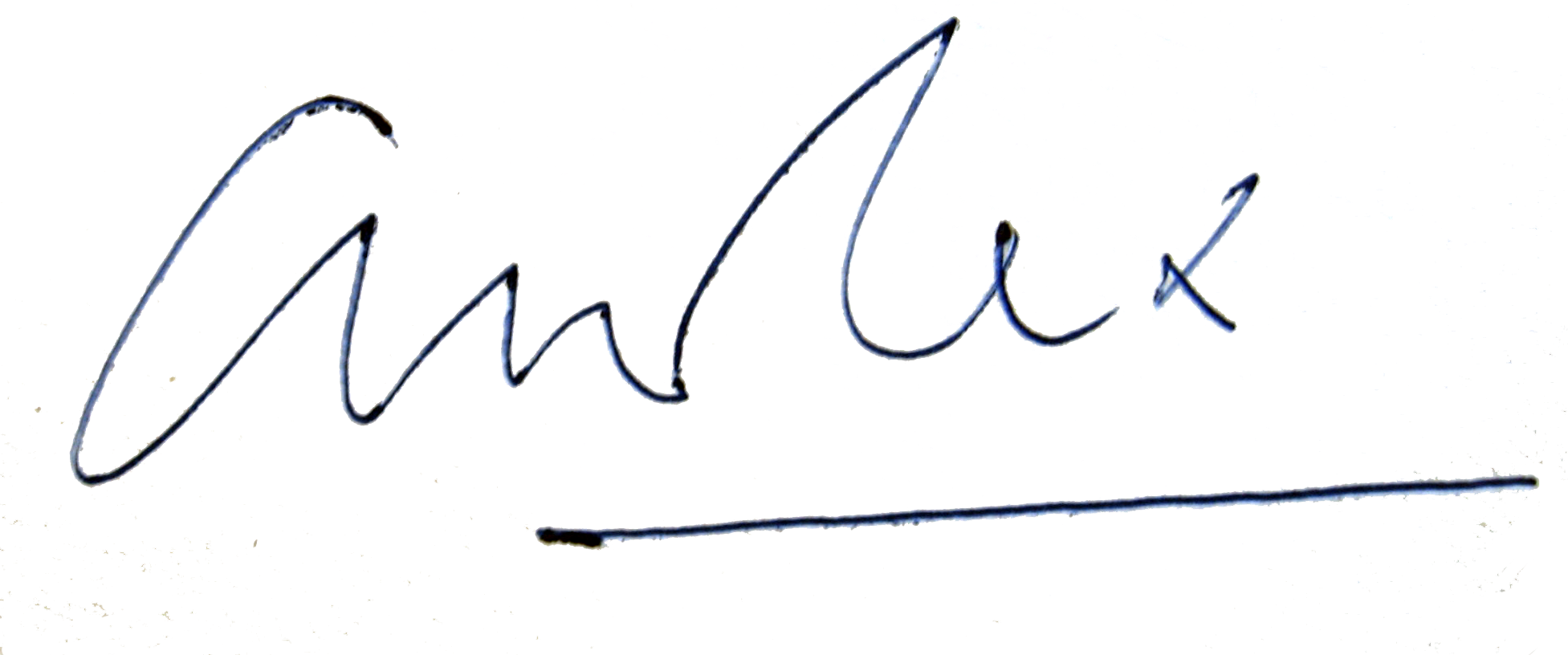
Unterschrift von Andrex

André Jaubert, bekannt als Andrex (* 23. Januar 1907 in Marseille; † 10. Juli 1989 in Paris), war ein französischer Schauspieler und Sänger.

## Leben und Laufbahn
André Jaubert wurde 1907 in Marseille in der Rue Saint-Pierre 105 geboren. In der Copelloschule lernte er Fernandel kennen, mit dem ihn eine lebenslange Freundschaft verband. Fernandel half ihm auch, Filmrollen zu bekommen. Alle Regisseure, die mit Andrex zusammenarbeiteten, kannten Fernandel.
Seinen ersten Auftritt als Sänger, nach Vorbereitung durch Maurice Chevalier, hatte er am Alcazar in Marseille. Später trat er auch in Paris auf. Dann wendete er sich dem Theater und der Operette zu. 1931 stand er in dem Kurzfilm Une idée de génie von Louis Mercanton erstmals vor der Kamera. 1933 spielte er zum ersten Mal gemeinsam mit seinem Jugendfreund Fernandel. Gemeinsam drehten sie 29 Filme.
Andrex verfolgte neben seiner Schauspielkarriere auch die eines Sängers. Er sang Lieder wie Comme de bien entendu, La Samba brésilienne und Chez Bébert (le monte-en-l’air), das sein größter Erfolg war. Auf dieses Lied spielt auch der Titel seiner Memoiren an: On ne danse plus la java chez Bébert.
Brigitte Fontaine würdigte ihn in ihrem Album kékéland. In den frühen 1970er Jahren spielte er in Fernsehserien und dem Film Le Petit Théâtre von Jean Renoir (1970) mit.
1971 starben seine Frau, die Schauspielerin Ginette Baudin (1921–1971), und sein Freund Fernandel.
1973 beteiligte er sich an der Aufnahme französischer Chansons aus den 1930er, 1940er und 1950er Jahren; diese wurden auf zwei Platten der Firma Musidisc-Europe herausgegeben.
1979 spielte er in dem Film Charles et Lucie von Nelly Kaplan mit. Sein letzter Film war 1983 Cap Canaille von Juliet Berto und Jean-Henri Roger.
Er starb am 10. Juli 1989 in Paris nach einem Herzinfarkt. Er ruht auf dem Friedhof von Saint-Ouen neben seiner Frau.

## Filmographie
- 1931: Une idée de génie (Kurzfilm) – Regie: Louis Mercanton
- 1932: Toine – Regie: René Gaveau
- 1933: Le Coq du régiment – Regie: Maurice Cammage
- 1934: Angèle
- 1934: Les Bleus de la marine – Regie: Maurice Cammage
- 1934: Ferdinand le noceur – Regie: René Sti
- 1934: Toni
- 1936: La Brigade en jupons – Regie: Jean de Limur
- 1936: Josette – Regie: Christian-Jaque
- 1937: Der Dickschädel (Gribouille) – Regie: Marc Allégret
- 1937: Der merkwürdige Monsieur Victor (L’Étrange Monsieur Victor) – Regie: Jean Grémillon
- 1937: Les Dégourdis de la 11e – Regie: Christian-Jaque
- 1937: Ignace – Regie: Pierre Colombier
- 1937: Spiel der Erinnerung (Un carnet von bal)
- 1937: L’Affaire du courrier de Lyon – Regie: Maurice Lehmann
- 1938: Die Marseillaise (La Marseillaise)
- 1938: Le Dompteur – Regie: Pierre Colombier
- 1938: Derrière la façade – Regie: Georges Lacombe und Yves Mirande
- 1938: Vacances payées – Regie: Maurice Cammage
- 1938: L’Entraîneuse – Regie: Albert Valentin
- 1938: Barnabé – Regie: Alexander Esway
- 1938: Hôtel du Nord
- 1939: Fric-Frac – Regie: Maurice Lehmann
- 1939: Les Cinq Sous de Lavarède – Regie: Maurice Cammage
- 1939: Circonstances atténuantes – Regie: Jean Boyer
- 1939: Les Gangsters du château d’If – Regie: René Pujol
- 1940: L’Irrésistible Rebelle – Regie: Jean-Paul Le Chanois
- 1940: Un chapeau de paille d’Italie – Regie: Maurice Cammage
- 1941: Parade en sept nuits – Regie: Marc Allégret
- 1941: Le Club des soupirants – Regie: Maurice Gleize
- 1941: Les Petits Riens – Regie: Raymond Leboursier
- 1941: Une femme dans la nuit – Regie: Edmond T. Gréville
- 1941: La Belle Vie (Kurzfilm) – Regie: Robert Bibal
- 1942: Fou d’amour – Regie: Paul Mesnier
- 1943: Le Mistral – Regie: Jacques Houssin
- 1942: La Bonne Étoile – Regie: Jean Boyer
- 1942: Simplet – Regie: Fernandel
- 1945: Madame et son flirt – Regie: Jean de Marguenat
- 1945: Comédiens ambulants (Kurzfilm) – Regie: Jean Canolle
- 1946: Les Trois Cousines – Regie: Jacques Daniel-Norman
- 1946: La Femme en rouge – Regie: Louis Cuny
- 1949: Manon
- 1949: L’Héroïque Monsieur Boniface – Regie: Maurice Labro
- 1950: Der unfreiwillige Fallschirmjäger (Uniformes et grandes manœuvres)
- 1950: Boniface somnambule
- 1951: Adhémar ou Le jouet de la fatalité – Regie Fernandel
- 1951: Der Totentisch (La Table-aux-crevés) – Regie: Henri Verneuil
- 1954: Der Hammel mit den fünf Beinen (Le Mouton à cinq pattes)
- 1954: Le Printemps, l’automne et l’amour  – Regie: Gilles Grangier
- 1955: Si Paris nous était conté – Regie: Sacha Guitry
- 1955: Quatre jours à Paris – Regie: André Berthomieu
- 1955: TKX antwortet nicht (Si tous les gars du monde)
- 1956: Honoré de Marseille – Regie: Maurice Regamey
- 1956: Vater wider Willen (Sous le ciel de Provence)
- 1956: Vacances explosives – Regie: Christian Stengel
- 1957: Paris clandestin – Regie: Walter Kapps
- 1958: La P… sentimentale – Regie: Jean Gourguet
- 1964: Monsieur

## Fernsehen
- 1965: Frédéric le gardian (Fernsehserie)
- 1970: Maigret (Les Enquêtes du commissaire Maigret), 1 Episode
- 1970: Le Petit Théâtre von Jean Renoir (Fernsehfilm)
- 1972: Au théâtre ce soir (Fernsehserie)
- 1972: Le Voleur von riens (Fernsehfilm)
- 1973: Pour une poignée d’herbes sauvages (Fernsehfilm)
- 1975: Cigalon, Fernsehfilm von Georges Folgoas

## Theater
- 1956: Virginie von Michel André, mise en scène Christian-Gérard, théâtre Daunou

## Publikationen
- Andrex: On ne danse plus la java chez Bébert. Mémoires. Presses de la Renaissance, Paris 1989.